# لوزي (اسم)
لوزي هو اسم علم مذكر من أصل عربي، ومعناه هو ويلفظونه بضم اللاموهو نسبة إلى اللوزبائع اللوز.

## وصلات خارجية
- موسوعة السلطان قابوس لأسماء العرب نسخة محفوظة 5 أبريل 2019 على موقع واي باك مشين.